# Leumbang
Leumbang är ett berg i Indonesien.   Det ligger i provinsen Aceh, i den västra delen av landet, 1 500 km nordväst om huvudstaden Jakarta. Toppen på Leumbang är 546 meter över havet.
Terrängen runt Leumbang är kuperad åt nordost, men åt sydväst är den platt.Runt Leumbang är det ganska tätbefolkat, med 185 invånare per kvadratkilometer. I omgivningarna runt Leumbang växer i huvudsak städsegrön lövskog.